# Лёгкая атлетика на Играх стран СНГ 2023
Соревнования по лёгкой атлетике на играх стран СНГ 2023 проходили с 5 по 8 августа на стадионе Динамо. Было разыграно всего 32 комплекта медалей.

## Медальный зачёт
*   Принимающая страна (Беларусь)
| Место          | Страна         | Золото | Серебро | Бронза | Всего |
| -------------- | -------------- | ------ | ------- | ------ | ----- |
| 1              | Россия         | 20     | 18      | 3      | 41    |
| 2              | Беларусь*      | 11     | 10      | 19     | 40    |
| 3              | Узбекистан     | 1      | 3       | 4      | 8     |
| 4              | Казахстан      | 0      | 1       | 6      | 7     |
| Всего стран: 4 | Всего стран: 4 | 32     | 32      | 32     | 96    |

## Призёры

### Общий зачёт
| Дисциплина             | Золото | Серебро  | Бронза     |
| Командные соревнования | Россия | Беларусь | Узбекистан |

### Мужчины
| Дисциплина       | Золото                    | Золото   | Серебро                         | Серебро  | Бронза                           | Бронза   |
| ---------------- | ------------------------- | -------- | ------------------------------- | -------- | -------------------------------- | -------- |
| 60 м             | Будков Никита Россия      | 7,54     | Зибрев Богдан Беларусь          | 7,55     | Коребо Илья Беларусь             | 7,57     |
| 300 м            | Фарафуллин Тимур Россия   | 37,86    | Романов Кирилл Россия           | 38,10    | Берешко Егор Беларусь            | 38,19    |
| 600 м            | Попов Никита Россия       | 1.25,34  | Спасский Дмитрий Казахстан      | 1.25,56  | Литвинович Андрей Беларусь       | 1.26,16  |
| 2000 м           | Микрюков Александр Россия | 5.57,57  | Шумков Георгий Россия           | 6.01,44  | Спасский Дмитрий Казахстан       | 6.01,87  |
| 60 м с/б         | Коребо Илья Беларусь      | 8,40     | Антонов Максим Россия           | 8,60     | Стемасов Станислав Беларусь      | 8,85     |
| 300 м с/б        | Эпов Владислав Россия     | 41,30    | Ящук Кирилл Беларусь            | 41,37    | Стемасов Станислав Беларусь      | 42,46    |
| Ходьба на 3000 м | Прокин Кирилл Россия      | 14.13,45 | Загороднев Данила Россия        | 14.26,61 | Припутневич Артём Беларусь       | 14.53,48 |
| Прыжок в высоту  | Усаев Дмитрий Россия      | 1,85 м   | Балашов Матвей Россия           | 1,80 м   | Гапов Максим Беларусь            | 1,75 м   |
| Прыжок с шестом  | Федотов Андрей Россия     | 4,00 м   | Пилюк Глеб Беларусь             | 3,60 м   | Крюченков Арсений Беларусь       | 3,50 м   |
| Прыжок в длину   | Шилец Иван Беларусь       | 6,29 м   | Кузнецов Илья Россия            | 6,26 м   | Ким Андрей Казахстан             | 5,97 м   |
| Толкание ядра    | Хомич Анатолий Беларусь   | 18,75 м  | Соколов Максим Россия           | 17,16 м  | Абдимуталов Достонбек Узбекистан | 16,85 м  |
| Метание диска    | Жуков Александр Россия    | 48,51 м  | Хомич Анатолий Беларусь         | 46,88 м  | Тристан Даниил Россия            | 46,50 м  |
| Метание копья    | Гуща Илья Беларусь        | 56,49 м  | Худайбердиев Авазбек Узбекистан | 51,62 м  | Пономарев Алексей Беларусь       | 50,81 м  |
| Метание молота   | Херсонцев Максим Россия   | 67,48 м  | Таравский Никита Беларусь       | 64,82 м  | Воропаев Илья Беларусь           | 64,13 м  |
| Шестиборье       | Швыдкий Ростислав Россия  | 3487     | Белаусов Иван Беларусь          | 3432     | Грищенков Егор Беларусь          | 3431     |

### Женщины
| Дисциплина       | Золото                        | Золото   | Серебро                          | Серебро  | Бронза                         | Бронза   |
| ---------------- | ----------------------------- | -------- | -------------------------------- | -------- | ------------------------------ | -------- |
| 60 м             | Орловская Анна Беларусь       | 7,86     | Морозова Полина Россия           | 7,97     | Шрубянец Ангелина Казахстан    | 8,04     |
| 300 м            | Орловская Анна Беларусь       | 39,82    | Бахирева Вероника Россия         | 40,81    | Жилина Дарья Узбекистан        | 40,97    |
| 600 м            | Иванова Екатерина Россия      | 1.33,37  | Архангельская Александра Россия  | 1.34,26  | Третьякова Владислава Беларусь | 1.36,02  |
| 2000 м           | Глотова Анастасия Россия      | 6.21,35  | Сильченкова Анастасия Узбекистан | 6.21,97  | Бандалетова Деспина Узбекистан | 6.24,51  |
| 60 м с/б         | Симененко Ульяна Россия       | 9,00     | Вересова Анжелика Россия         | 9,04     | Шрубянец Ангелина Казахстан    | 9,18     |
| 300 м с/б        | Харченко Мария Беларусь       | 45,31    | Рахмонова Шодиёна Узбекистан     | 45,37    | Харченко София Беларусь        | 45,43    |
| Ходьба на 3000 м | Бабакова Виктория Россия      | 14.16,02 | Зимина Ксения Россия             | 15.08,58 | Головлева Надежда Беларусь     | 15.28,92 |
| Прыжок в высоту  | Крылаткова Арина Россия       | 1,70 м   | Васик Дарья Россия               | 1,65 м   | Вилитнюк Арина Беларусь        | 1,60 м   |
| Прыжок с шестом  | Мартышова Ирина Россия        | 3,65 м   | Узун Алина Россия                | 3,60 м   | Моцар Руслана Беларусь         | 3,40 м   |
| Прыжок в длину   | Писаренко Марина Россия       | 5,62 м   | Белоусова Вера Россия            | 5,34 м   | Исаева Алиса Казахстан         | 5,32 м   |
| Толкание ядра    | Абдуллаева Паризод Узбекистан | 16,30 м  | Фомина Дарья Россия              | 15,17 м  | Скребец Наталья Беларусь       | 14,17 м  |
| Метание диска    | Лаврова Эльмира Беларусь      | 41,37 м  | Корчик Полина Беларусь           | 39,36 м  | Наникова Милана Россия         | 37,76 м  |
| Метание копья    | Грицкова Валерия Беларусь     | 53,00 м  | Хроз Риана Россия                | 46,05 м  | Алейникова Регина Беларусь     | 42,02 м  |
| Метание молота   | Каралёнок София Беларусь      | 64,15 м  | Щербенок Вероника Беларусь       | 61,19 м  | Иванова Варвара Россия         | 59,08 м  |
| Пятиборье        | Ситкевич Елизавета Беларусь   | 3404     | Ветрова Полина Россия            | 3345     | Аксенова Яна Беларусь          | 3344     |

### Микст
| Дисциплина                 | Золото                                                                           | Золото  | Серебро                                                                   | Серебро | Бронза                                                                       | Бронза  |
| -------------------------- | -------------------------------------------------------------------------------- | ------- | ------------------------------------------------------------------------- | ------- | ---------------------------------------------------------------------------- | ------- |
| Смешанная эстафета 4×200 м | Россия · Морозова Полина · Романов Кирилл · Бахирева Вероника · Фарафуллин Тимур | 1.37,70 | Беларусь · Зибрев Богдан · Петровская Ника · Орловская Анна · Ящук Кирилл | 1.37,70 | Казахстан · Демкина Юлия · Ким Андрей · Шрубянец Ангелина · Спасский Дмитрий | 1.42,20 |